# Energía del fotón
La energía del fotón es la energía transportada por un único fotón con una cierta longitud de onda y frecuencia electromagnética. A mayor frecuencia del fotón, mayor es su energía. Y a más larga longitud de onda de fotones, menor es su energía.
La energía del fotón es solamente una función de la longitud de onda del fotón. Otros factores, tales como la intensidad de la radiación, no afectan a la energía del fotón. En otras palabras, dos fotones de luz con el mismo color (y, por lo tanto, la misma longitud de onda) tienen la misma energía del fotón, incluso si uno se emite desde una cera de la vela y el otro desde el Sol.
La energía de los fotones puede ser representado por cualquier unidad de energía. Entre las unidades que se utilizan comúnmente para denotar la energía del fotón son el electronvoltio (eV) y el julio (así como sus múltiplos, como el microjulio). Un julio equivale a 6,24 × 1018 eV, las unidades más grandes pueden ser más útiles denotando la energía de los fotones con mayor frecuencia y de mayor energía, como los rayos gamma, como contraposición a una menor energía de fotones, tales como son los de radiofrecuencia en la región del espectro electromagnético
Siendo los fotones sin masa, la noción de «energía del fotón» no está relacionada con la masa a través de la equivalencia E = mc2.

## Fórmula
La ecuación para la energía del fotón es:
{\displaystyle E={\frac {hc}{\lambda }}}
Donde E es la energía de los fotones, h es la constante de Planck, c es la velocidad de la luz en el vacío y λ es la longitud de onda del fotón. Como h y c son ambas constantes, la energía de los fotones cambia de forma inversamente proporcional a la longitud de onda λ.
Para encontrar la energía de los fotones en electronvoltios, utilizando la longitud de onda en micrómetros, la ecuación es:
{\displaystyle E(eV)={\frac {1.2398}{\mathrm {\lambda } ({\mu }m)}}}
Por lo tanto, la energía de los fotones a 1 µm de longitud de onda (la longitud de onda cerca de la radiación de infrarrojos) es de aproximadamente 1,2398 eV.
Si f es la frecuencia, la expresión de la energía de los fotones queda simplemente:
{\displaystyle E=hf}
Esta ecuación es conocida como la relación de Planck-Einstein. Sustituyendo h por su valor en J⋅s y f por su valor en hercios da la energía de los fotones en julios. Por lo tanto, la energía de los fotones en 1 Hz de frecuencia es 6,62606957 × 10-34 j o 4,135667516 × 10-15 eV.

## Ejemplos
Una estación de FM de radio transmitiendo a 100 MHz emite fotones con una energía de alrededor de 4.1357 × 10-7 eV. Esta minúscula cantidad de energía es de aproximadamente 8 × 10-13 veces a la masa del electrón (a través de la equivalencia de masa-energía).